# استرنج‌لند (فیلم)
استرنج‌لند (انگلیسی: Strangeland) یک فیلم اسلشر به نویسندگی دی اسنایدر و کارگردانی جان پیپلو است. داستان فیلم دربارهٔ یک افسر پلیس است که می‌خواهد شهر و دخترش را از یک یغماگر اینترنی که از طریق انجام تشریفات مذهبی «روشن‌گری» می‌آورد نجات دهد.

## بازیگران
- دی اسنایدر
- لیندا کاردلیانی
- کوین گیج
- الیزابت پنیا
- رابرت انگلوند
- ایمی اسمارت
- تاکر اسمالوود
- رابرت لاساردو